# 刘家洼乡
刘家洼乡是中国陕西省渭南市澄城县下辖的一个乡。2011年，刘家洼乡被撤销，辖境并入王庄镇。

## 行政区划
刘家洼乡下辖以下行政区：
刘家洼村、翟尚村、柳泉村、良甫河村、鲁家河村、翟卓村、富垣村、良周村、贾家埝村、平定村、平城村、店头村、梁家咀村、杨家洼村、路井村、南太村、北太村、葛家洼村、内信村。